# 황보인
황보인(皇甫仁, 1387년 ~ 1453년)은 조선 전기의 문관 겸 장군 출신 정치가이다. 단종 때 영의정을 지낸 충신이다. 본관은 영천(永川). 자는 사겸(四兼)·춘경(春卿), 호는 지봉(芝峰)이다. 시호는 충정(忠定)이다.

## 생애
1414년(태종 14년) 문과에 급제하였다. 1414년(태종 14) 친시문과(親試文科)에 급제, 세종 때 장령 ·강원도관찰사를 거쳐 병조판서가 되었으며, 1440년 평안도와 함길도 체찰사(體察使)가 된 후 10년 동안 절제사 김종서(金宗瑞)와 함께 육진(六鎭)을 개척하였다. 이후 상호군이 되었고 당상관에 올라 승정원의 동부대언, 우대언, 좌대언, 지신사를 거쳐서 형조참판, 병조참판 등을 지냈다. 세종 때 북도 체찰사로서 절재 김종서와 아울러 6진을 개척하고 돌아와 병조판서를 지낸 뒤에 좌참찬과 우찬성, 좌찬성을 거쳐서 우의정이 되었다. 그 후 1451년 문종 때 좌의정을 거쳐서 영의정에 올랐다. 단종을 잘 보살피라는 문종의 유언을 받들어 어린 단종을 보호하다가, 1453년  향년 67세에 수양대군에게 김종서와 함께 살해되었다.

## 사후
1705년 숙종이 한성부판윤 민진후(閔鎭厚)의 상소를 보고 김종서와 황보인의 신원을 논의하였으며 1719년 부분적인 신원이 이루어졌다. 1746년(영조 22)에 완전히 신원되어 영조가 1758년 충정(忠定)이라는 시호를 내렸다. 1791년(정조 15) 장릉(莊陵) 충신단(忠臣壇)에 배식(配食)되고, 1804년(순조 4) 집 앞에 정문이 세워졌으며, 1807년 부조지전(不祧之典, 조상의 위폐를 사당에서 옮기지 않고 영원히 배향하는 것)을 받았다. 영천의 임고서원(臨皐書院), 구룡포읍의 광남서원(廣南書院), 종성의 행영사(行營祠)에 제향되었다.

## 가족
- 할아버지 : 황보안(皇甫安)
  - 아버지 : 황보림(皇甫琳)
- 외조부 : 안우(安祐)
  - 어머니 : 탐진 안씨(耽津安氏)
  - 장인 : 이지택(李之擇)
    - 부인 : 양성 이씨(陽城李氏)
      - 아들 : 황보석
      - 아들 : 황보흠
      - 아들 : 황보은
      - 장녀 : 유목로(劉牧老)에게 출가
      - 차녀 : 홍원숙(洪元淑, 남양홍씨)[2]에게 출가
      - 女[몇째딸인지는 미상이고, 조선왕조실록에만 전한다] : 사위는 윤당(尹塘)이다.[3]
      - 女[몇째딸인지는 미상이고, 조선왕조실록에만 전한다] : 사위는 권은(權訔)이다.[4]

## 관련 작품

### 드라마
- 《파천무》(KBS 2TV, 1990 배우:김성원)
- 《한명회》 (KBS 2TV, 1994년 배우:이치우)
- 《왕과 비》 (KBS 2TV, 1998년 배우:이신재)
- 《인수대비》 (JTBC, 2011년~2012년 배우:심양홍)

## 같이 보기
- 하연
- 남지
- 김종서
- 정분
- 조극관
- 민신
- 계유정난

## 참고자료
- 황보인(皇甫仁) - 한국학중앙연구원
- 이 문서에는 다음커뮤니케이션(현 카카오)에서 GFDL 또는 CC-SA 라이선스로 배포한 글로벌 세계대백과사전의 내용을 기초로 작성된 글이 포함되어 있습니다.

| 전임 류정현 | 조선의 섭정 (김종서와 공동) 1452년 6월 1일 ~ 1453년 11월 10일 | 후임 수양대군 |

| 전임 하연 | 조선의 상급 국상 1451년 7월 13일 ~ 1453년 9월 13일 | 후임 김종서 |